# Шом-ан-Ре
Шом-ан-Ре (фр. Chaumes-en-Retz) — новая коммуна на западе Франции, находится в регионе Пеи-де-ла-Луар, департамент Атлантическая Луара, округ Нант. Коммуна относится к двум кантонам — Машкуль-Сен-Мем и Порник. Расположена в 37 км к западу от Нанта на территории исторической области «Земли Ре». 
Коммуна образована 1 января 2016 года путем слияния коммун Артон-ан-Ре и Шемере. Центром новой коммуны является Артон-ан-Ре. От него к новой коммуне перешли почтовый индекс и код INSEE. На картах в качестве координат Шом-ан-Ре указываются координаты Артон-ан-Ре.
Население (2017) — 6 759 человек.

## Достопримечательности
- Неоготическая церковь Святого Мартина 1862-1865 годов в Артон-ан-Ре
- Неоготическая церковь Святого Иоанна Крестителя 1879-1894 годов в Шемере
- Церковь Святого Виктуара в Артон-ан-Ре
- Руины шато Принсе, бывшего замка Жиля де Ре в Шемере
- Шато Пьер-Леве в Шемере
- Шато Ла-Мёль в Артон-ан-Ре
- Шато Брессоро в Артон-ан-Ре
- Особняк Буа-Руо 1905 года в Шемере
- Некрополь эпохи Меровингов в Шемере

## Экономика
Структура занятости населения:
- сельское хозяйство — 5,0 %
- промышленность — 31,2 %
- строительство — 14,0 %
- торговля, транспорт и сфера услуг — 27,7 %
- государственные и муниципальные службы — 22,0 %

Уровень безработицы (2017 год) — 7,5 % (Франция в целом — 13,4 %, департамент Атлантическая Луара — 11,6 %). 

Среднегодовой доход на 1 человека, евро (2017 год) — 20 500 (Франция в целом — 21 110, департамент Атлантическая Луара — 21 910).

## Демография
Динамика численности населения, чел.

## Администрация
Пост мэра Шом-ан-Ре с 2020 года занимает Жаки Друэ (Jacky Drouet). На муниципальных выборах 2020 года возглавляемый им левый блок победил в 1-м туре, получив 51,97 % голосов.
| Период | Период | Фамилия     | Партия       | Примечания                 |
| ------ | ------ | ----------- | ------------ | -------------------------- |
| 2016   | 2020   | Жорж Леклев | Разные левые | учитель, бывший мэр Шемере |
| 2020   |        | Жаки Друэ   | Разные левые | инженер-геоматик           |

## Галерея

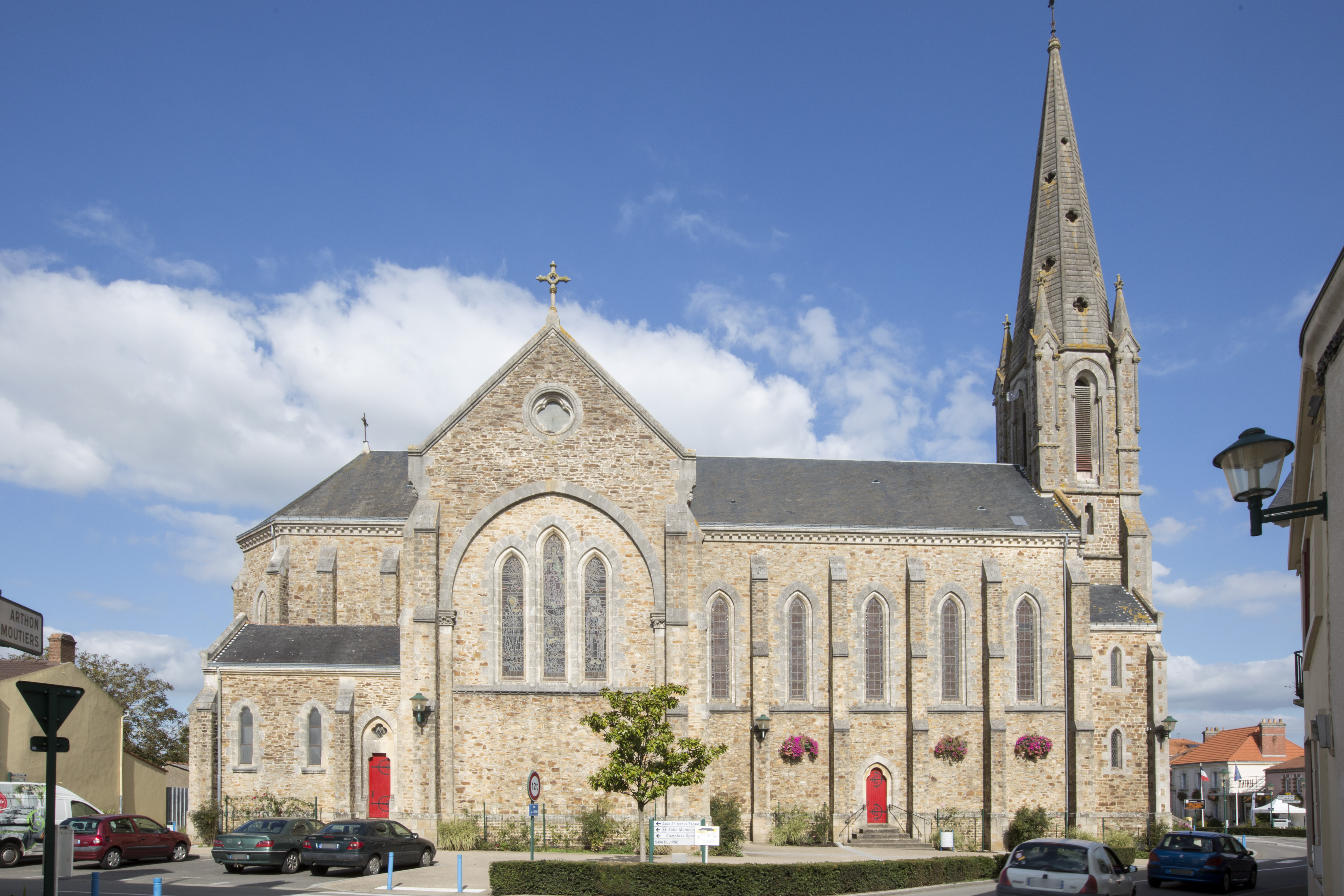
Церковь Иоанна Крестителя
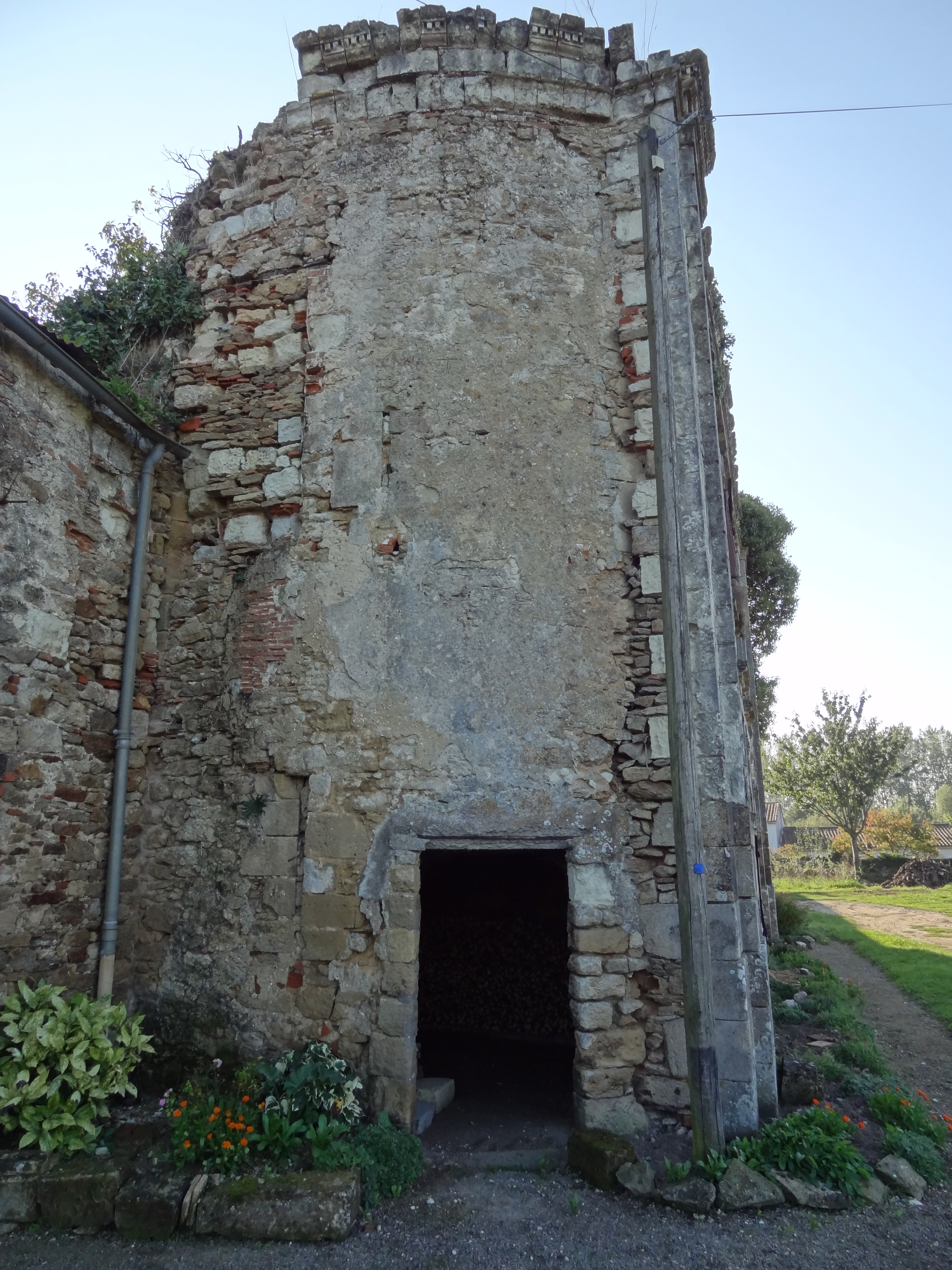
Руины шато Принсе
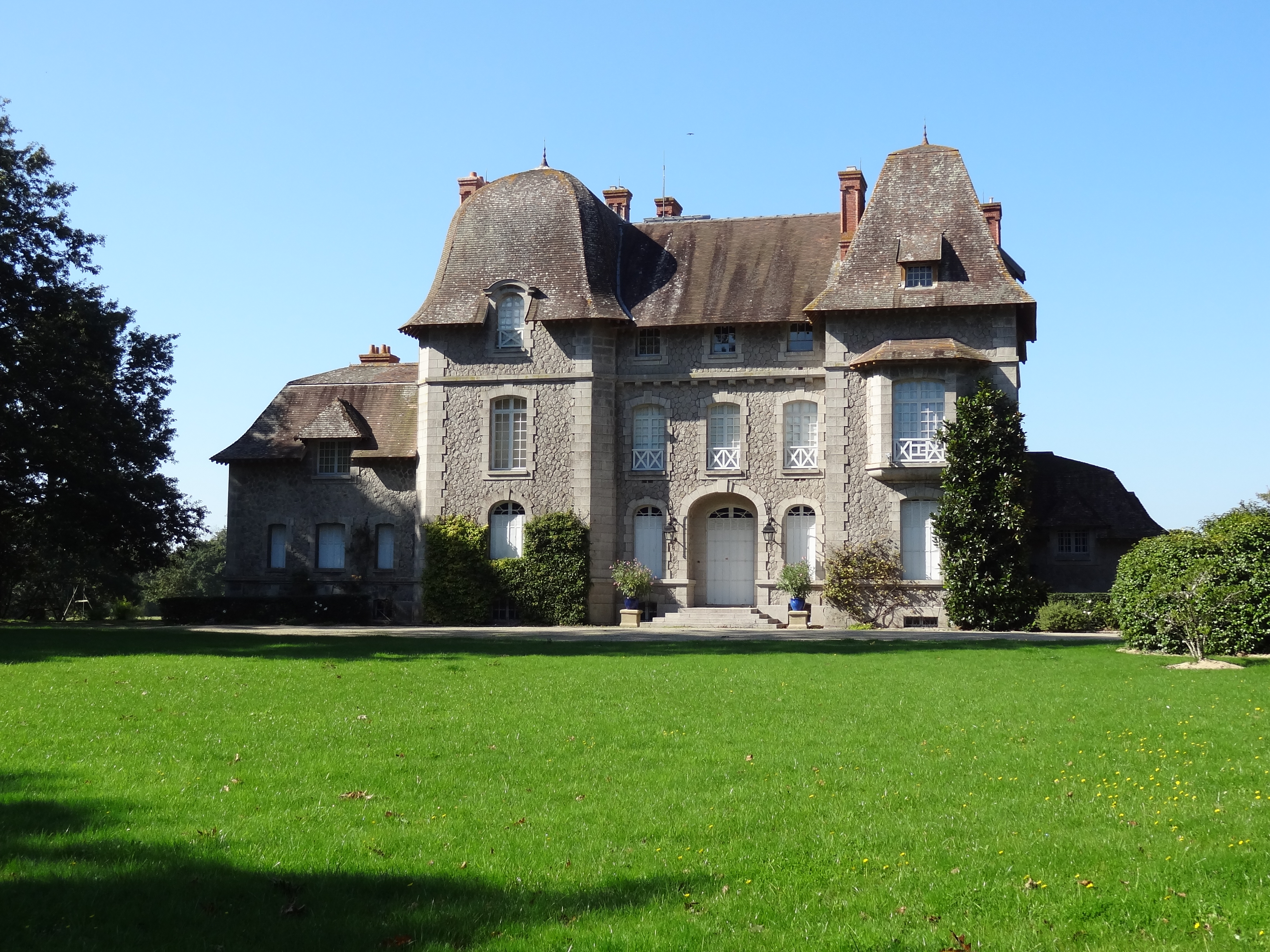
Особняк Буа-Руо
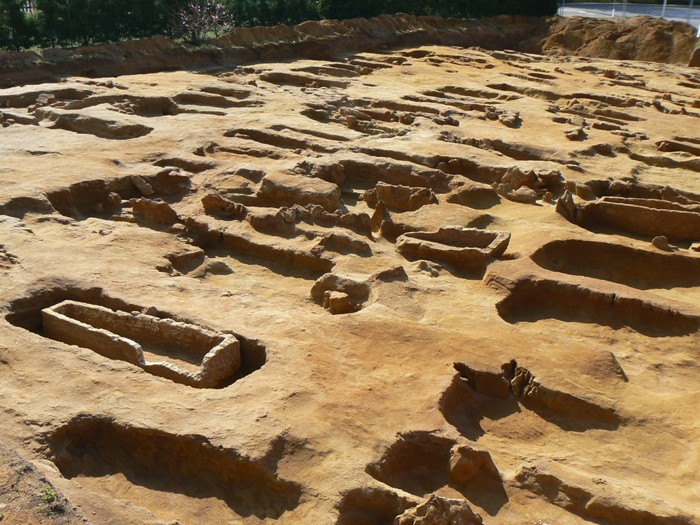
Некрополь эпохи Меровингов